# Cerro Maltusado
Cerro Maltusado är ett berg i Chile.   Det ligger i provinsen Provincia de Valdivia och regionen Región de Los Ríos, i den södra delen av landet, 700 km söder om huvudstaden Santiago de Chile. Toppen på Cerro Maltusado är 1 537 meter över havet, eller 341 meter över den omgivande terrängen. Bredden vid basen är 3,0 km.
Terrängen runt Cerro Maltusado är kuperad åt nordost, men åt sydväst är den bergig. Runt Cerro Maltusado är det glesbefolkat, med 11 invånare per kvadratkilometer.. Det finns inga samhällen i närheten.
I omgivningarna runt Cerro Maltusado växer i huvudsak blandskog.